# 台北郵局

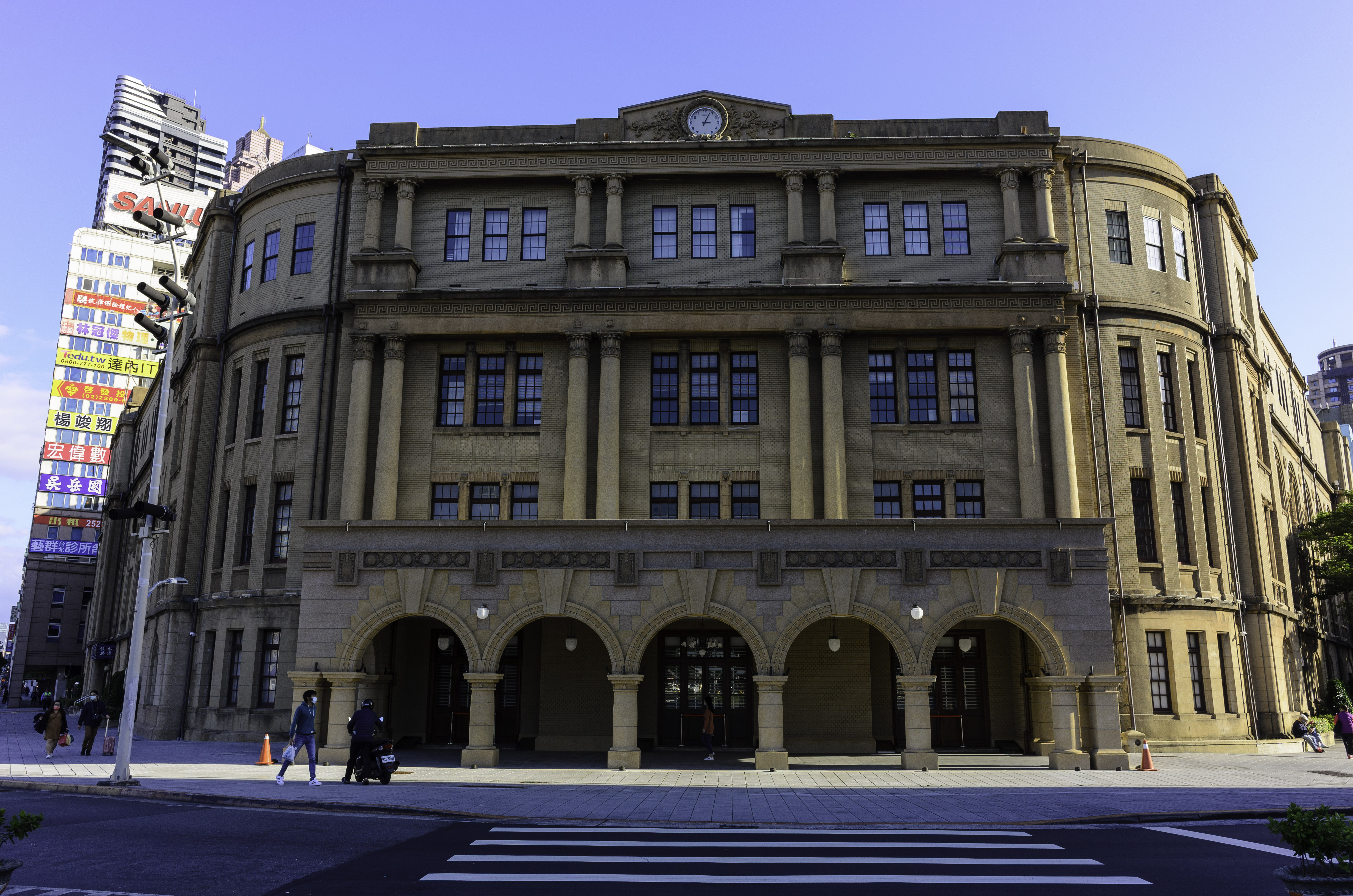
台北郵局

台北郵局（臺北郵局、たいぺいゆうきょく）は台北市にある中華郵政の郵便局（郵局）。北門の目の前にあることから北門郵局とも呼ばれる。所在地は台北市中正区忠孝西路一段。
起源は19世紀末のこと。日清戦争が終結し下関条約が締結された1895年、日本軍は台湾に上陸すると、軍が所管する野戦郵便局を進軍にあわせて順次設置した。1895年6月9日設置の基隆の野戦郵便局を皮切りに、続けて台北にも1895年7月9日に置かれた。台北郵局の公式サイトではこの時点を“Set-up Date”としている。翌年には軍から民政局へ移管され、野戦郵便局という名称は廃止された。
1898年に木造2階建ての局舎が完成したが、1913年2月に火災により焼失し、同年11月に木造の臨時局舎が再建された。
現行の局舎が建設されるのは1928年まで待たねばならなかった。栗山俊一の設計でRC造の3階建て局舎の建設が始まった。4000坪の敷地をもつ大掛かりな建築で、工事は翌年または翌々年まで掛かった。この竣工年であるが、文化部文化資産局の資料によれば1929年で、台北郵局の公式サイトによれば1930年とされている。総工費は56万円で「当時としては破格の金額」であったという。
外観からも判別できるように現在は4階建てになっているが、これは第二次世界大戦の終結後に4階部分が増築されたためである 。1992年8月14日付け公示で台北市の古蹟とされた。2006年には外壁の改修工事が開始され、2014年末完了、翌2015年には完成の式典が行われた。またこの時、郵政博物館の開館50周年に合わせ局舎の2階に郵政博物館台北北門分館が開設された。
細部には精緻な装飾も施されながら全体としては簡素かつ重厚な外観と対照的に、内部は吹抜けを用いた高い天井による開放感を醸し出している。外部に使われているタイルの薄茶色は防空色と呼ばれる昔ながらのもので、2000年代の修復においても引き続き用いられた。内部に設置されているカウンターは竣工当初から使い続けている宜蘭県蘇澳産の大理石製という。
捷運の最寄り駅は松山新店線の北門駅で徒歩3分。バスを利用する場合は台北郵局公車站すぐ。周辺には駐車場もある。近隣施設としては、道路の向かいに台北府城北門があり、逆に南方面へすぐのところには撫台街洋楼もある。

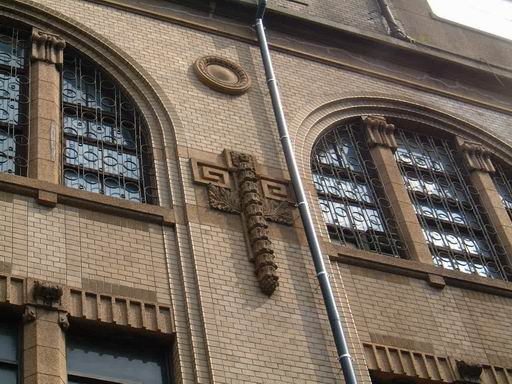
外壁
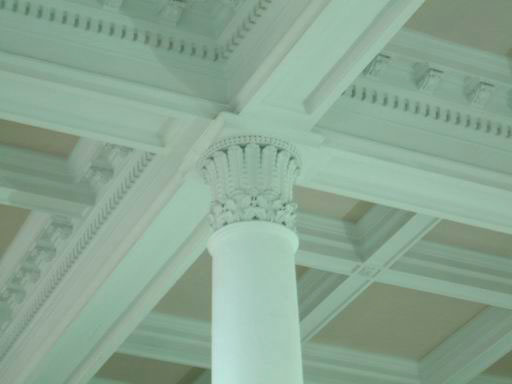
内部、天井と柱の装飾。
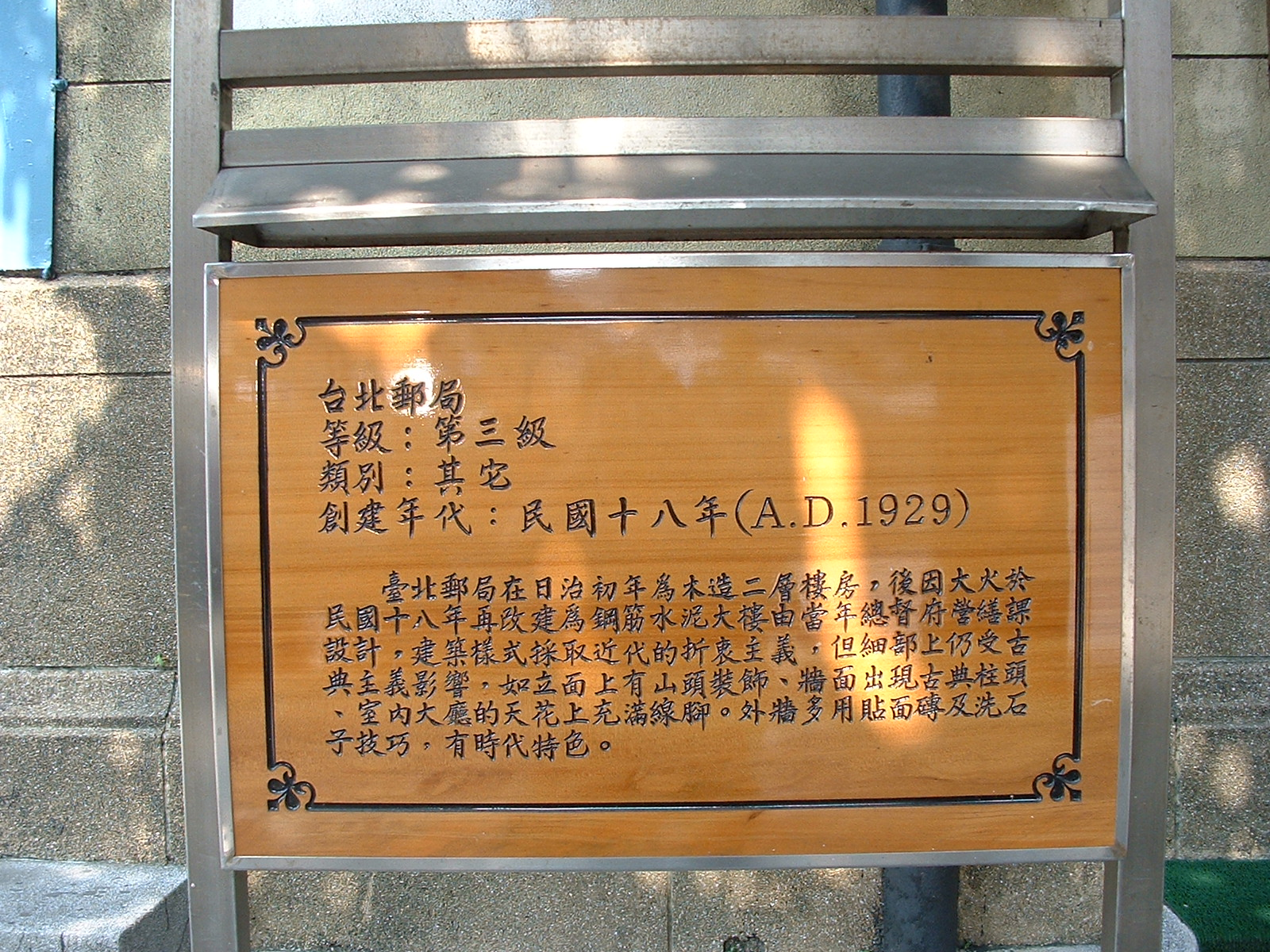
説明版。
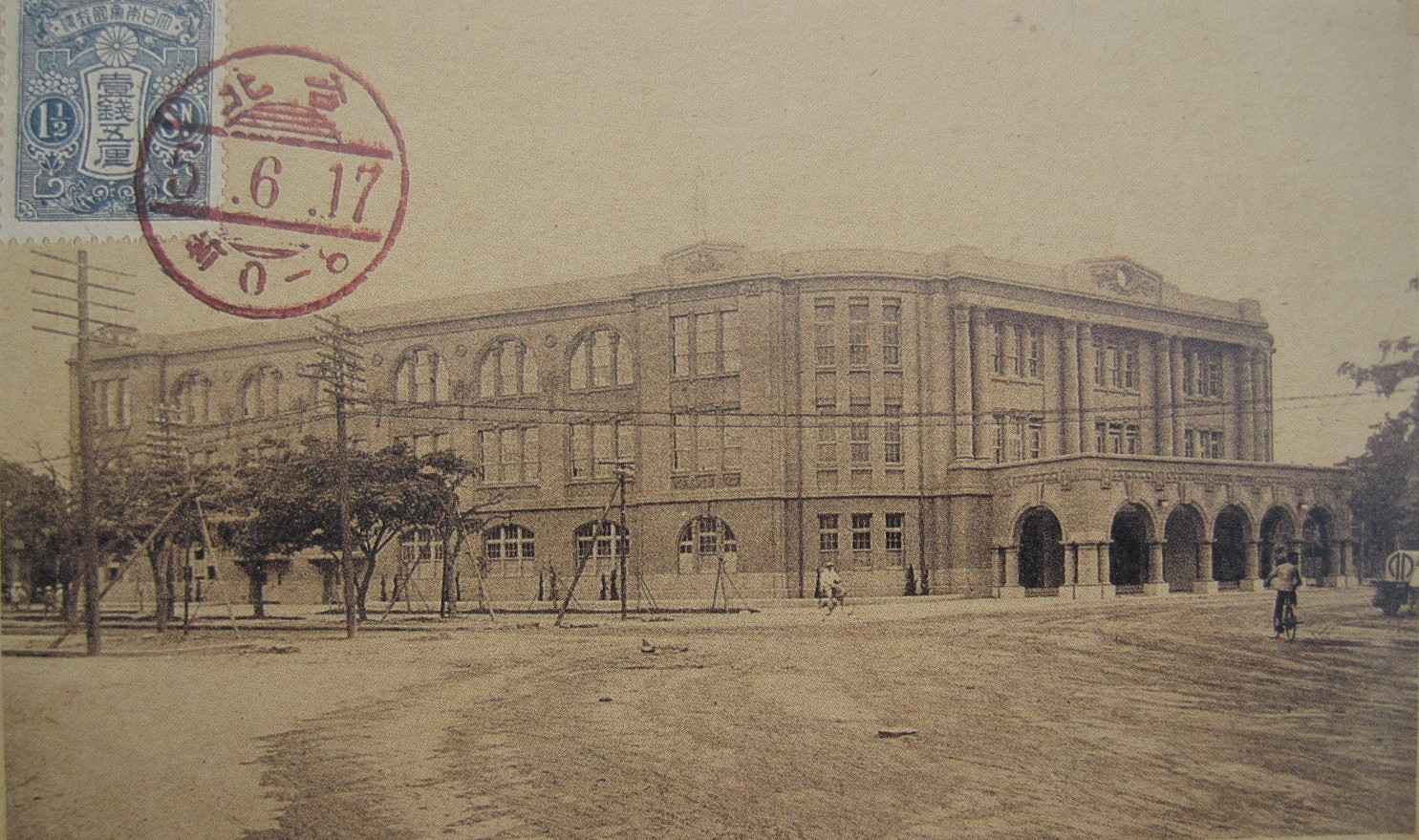
昭和5年の消印がついた絵葉書。この当時は3階建てであった[14]。